# Luis Vicente Flores

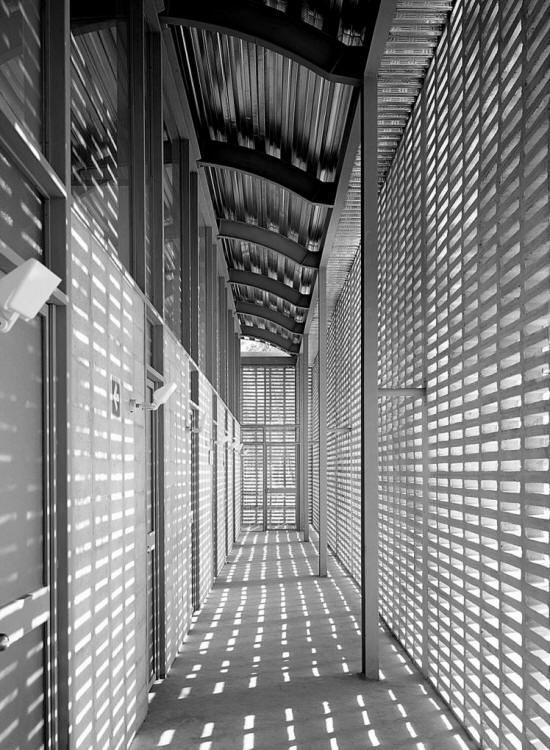
El Modulón, Centro Comunitario, Ciudad de México, 1998.

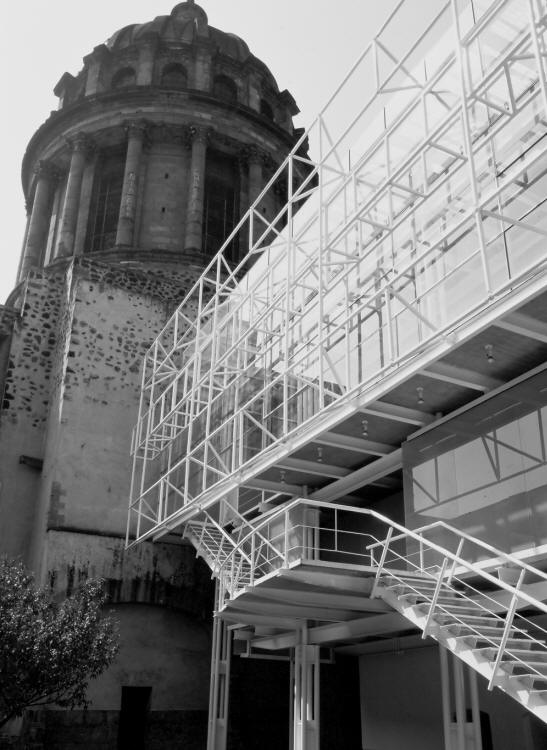
X'teresa, Centro de Arte Alternativo, Ciudad de México, 1996.

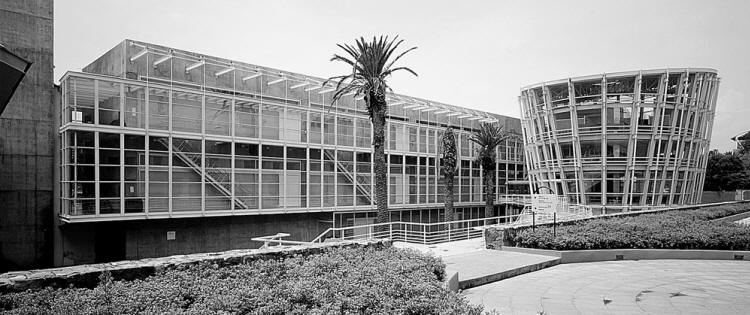
Escuela Nacional de Danza, Centro Nacional de las Artes, Ciudad de México, 1996 (vista general).

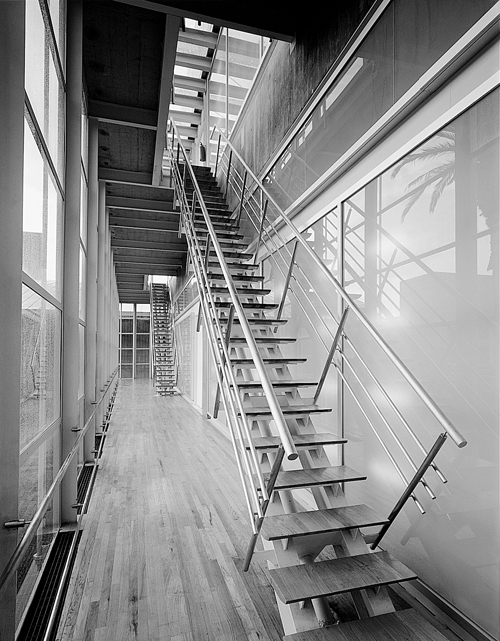
Escuela Nacional de Danza, Centro Nacional de las Artes, Ciudad de México, 1996 (detalle).

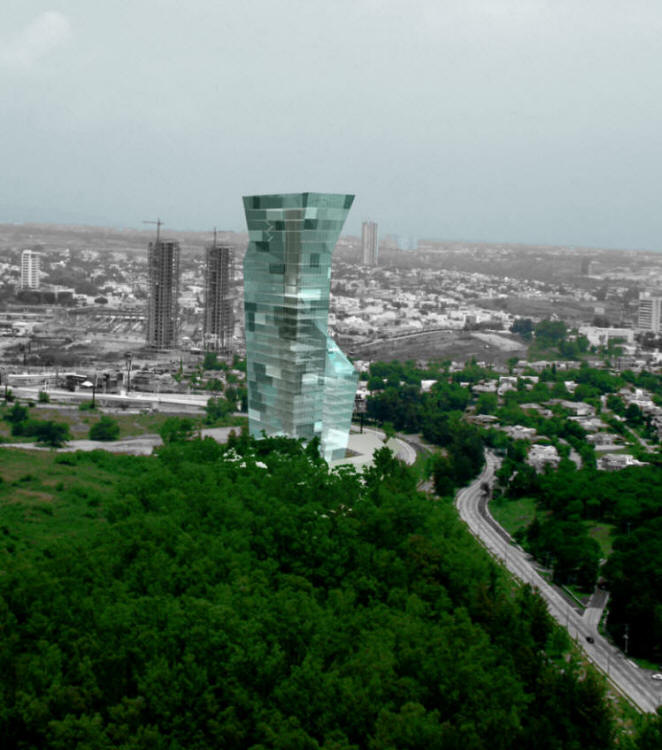
torreHelix, Guadalajara, México, 2008 (proyecto).

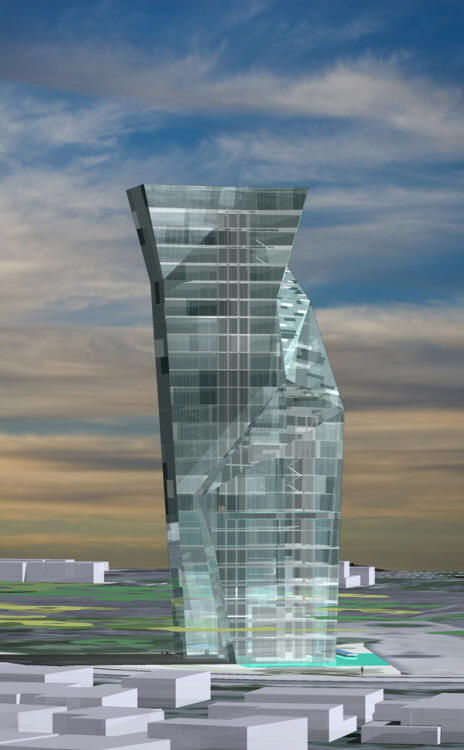
torreHelix, Guadalajara, México, 2008 (proyecto).

Luis Vicente Flores es un arquitecto mexicano perteneciente a la generación de la década de 1990. Autor de varias obras arquitectónicas en Ciudad de México, tales como la Escuela Nacional de Danza en el Centro Nacional de las Artes (Cenart), construido en 1996.
Forma parte de una generación de arquitectos mexicanos que se expresa en la década de 1990. Este movimiento renueva el lenguaje arquitectónico en consonancia con la apertura del país en el ámbito cultural y económico.

## Biografía
En 1991, forma parte del grupo fundador de la revista "a" Arquitectura , cuyos miembros originales son: Isaac Broid, Alberto Kalach, Enrique Norten y Humberto Ricalde; de ahí se origina la exitosa publicación periódica Arquine dirigida por el arquitecto Miquel Adriá. 
En 1996, Adriá publicó su libro México 90's, Una arquitectura contemporánea, (Ed.Gustavo Gili), en el cual presenta una selección de obras de esta generación que incluye su proyecto del Centro de Arte Alternativo X’Teresa, realizado en 1994.
En el Centro Nacional de las Artes de la Ciudad de México -obra relevante de la década de 1990 en la Ciudad de México- se ubica entre otras, la Escuela Nacional de Danza, (Architectural Record, National School of Dance #3). 
En 2002, Luis Vicente Flores obtiene el premio de la Bienal de Arquitectura de Buenos Aires con la obra El modulón, Centro Comunitario de presupuesto mínimo.
Algunas publicaciones en donde aparece la obra de Luis Vicente Flores son las siguientes: 
- NEXT Biennale di Venezia 8a Mostra Internazionale di Architettura
- Praxis, journal of writing & building (ElModulón,#2Vol.1).[5]
- Wall paper (Rexo Bar, # 27)
- Rehabilitated Buildings (X'Teresa, alternative arts center, Links International, Barcelona, Spain)
- México 90's, Una arquitectura contemporánea, Gustavo Gili, 1996
- Lotus International (National School of Dance, X'Teresa #91), 1996
- Wind Magazine (Eje central, urban furniture) Tokio.

En 2008, la práctica profesional de Luis Vicente Flores mantiene su estudio (arkitektstudio-luisvicenteflores) en la Ciudad de México. 
La torreHelix (o torreColomos) es uno de los proyectos que, en asociación con Grupoarquitectura de Daniel Álvarez, se encuentra en proceso de realización. 